# فرانسیسکو بیوتا
فرانسیسکو بیوتا (pelotari؛ ۱۸ نوامبر ۱۸۷۳ – ۷ ژانویهٔ ۱۹۵۰) بازیکن پیلوتای باسکی اهل اسپانیا بود.